# Brajkovača
Brajkovača (en serbe cyrillique : Брајковача) est un village du nord-ouest du Monténégro, dans la municipalité de Žabljak.

## Démographie

### Évolution historique de la population
| 1948 | 1953 | 1961 | 1971 | 1981 | 1991 | 2003 |
| ---- | ---- | ---- | ---- | ---- | ---- | ---- |
| 164  | 220  | 236  | 158  | 160  | 73   | 35   |